# بروميد القصدير الرباعي
بروميد القصدير الرباعي (أو رباعي بروميد القصدير) هو مركب كيميائي له الصيغة الكيميائية SnBr4؛ ويكون على شكل صلب عديم اللون.

## التحضير
يحضر المركب من التفاعل المباشر بين عنصري البروم والقصدير:
{\displaystyle \mathrm {Sn+2\ Br_{2}\longrightarrow SnBr_{4}} }
كما يمكن أن تتم عملية التحضير من تفاعل أكسيد القصدير الرباعي (ثنائي أكسيد القصدير) مع حمض الهيدروبروميك.

## الخواص
يوجد بروميد القصدير الرباعي على شكل صلب عديم اللون، له نقطة انصهار منخفضة؛ كما أنه سهل الانحلال في الماء. يوجد في المحاليل المائية على شكل أيون 4+Sn(H2O)6 سداسي التساند بشكل رئيسي، كما يمكن أن يأخذ أشكال أقل مثل 3+SnBr(H2O)5 وغيرها؛ أما في المحاليل القلوية فيوجد الأيون 2−Sn(OH)6 أيضاً. في الحالة الصلبة يتبلور بروميد القصدير الرباعي وفق نظام بلوري أحادي الميل تأخذ فيها الجزيئات بنية رباعيات سطوح مشوهة.

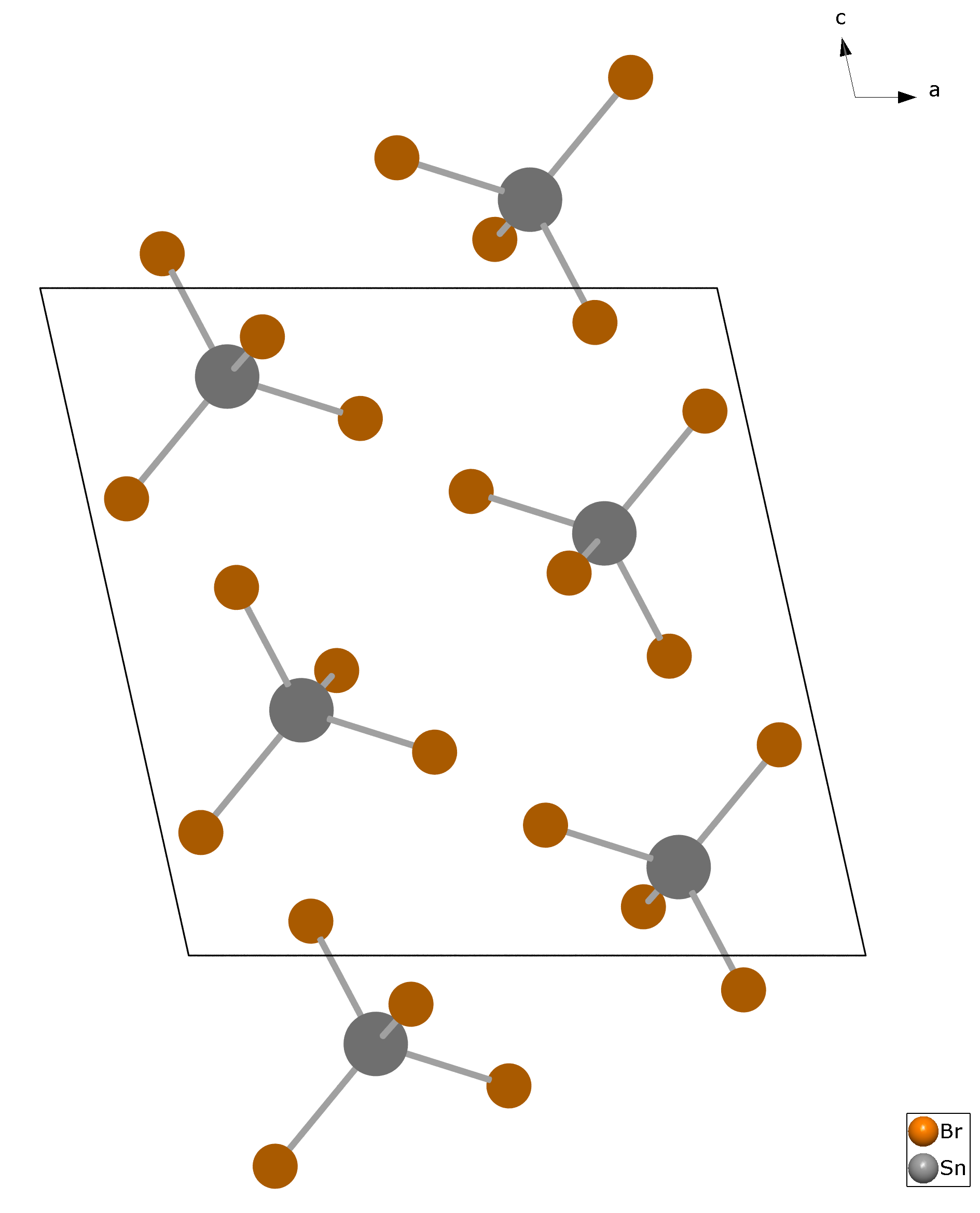
البنية البلورية لبروميد القصدير الرباعي

يشكل SnBr4 معقدات تناسقية مع ربيطات مثل ثلاثي ميثيل الفوسفين.

## اقرأ أيضاً
- بروميد القصدير الثنائي